# Hunedoreanul
Hunedoreanul este un ziar cotidian din Hunedoara, deținut de trustul de presă Publimedia, parte a grupului Media Pro.
În iunie 2009, Publimedia a decis renunțarea la ediția tipărită a ziarului Hunedoreanul, păstrând varianta online.
În intervalul ianuarie-martie 2009, Hunedoreanul a avut, în medie, un tiraj 6.695 de exemplare, cu 5.608 de exemplare vândute.